# Catalogus Liberianus

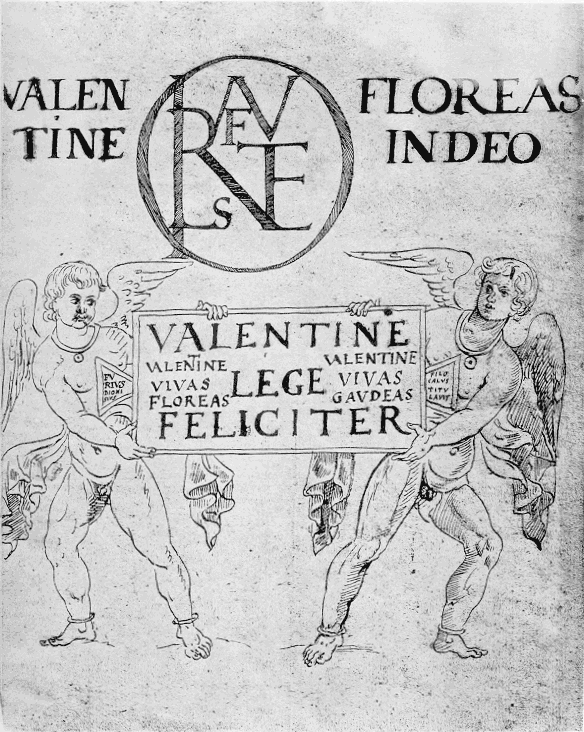
Couverture du Chronographe de 354 titre et page de dédicace - édition Die Calenderbilder, Berlin (1888) figure 3.

Le Catalogus Liberianus ou Catalogue Libérien, qui fait partie du manuscrit enluminé connu sous le nom de Chronographe de 354, est un document chronographique important pour l'étude de l'Église paléochrétienne, car il se compose de la première liste des évêques de Rome conservée. Cette liste se termine par Libère (décédé en 366), d'où le nom du catalogue. 

## Contenu
Le Catalogus Liberianus a été vraisemblablement rédigé vers 354. Il récapitule les années, mois et jours des pontificats mais aussi les consuls sous lesquels chaque évêque de Rome est chargé de la communauté chrétienne de la ville et ceux sous lesquels il est mort, jusqu'au pontificat de Libère (352-366). On n'y parle pas de « papes » car le titre, s'il est attesté pour la première fois pour désigner l’évêque de Rome sous Marcellin (296-304), n'est exclusivement réservé au Primat romain qu'à partir de la fin du XIe siècle.⁹  
La liste s'accorde généralement avec Eusèbe de Césarée sur les noms des évêques et leur ordre de succession — à l’exception du doublet Clet/Anaclet et la position de Pie qu'il fait succéder à Anicet — et place également l'apôtre Pierre comme seul évêque au commencement de la succession épiscopale, sans Paul, à la différence de ce qu'affirme Irénée de Lyon. Cette tradition d'une succession apostolique romaine entamée par le seul Pierre mettra néanmoins du temps à s'imposer tant en Orient qu'en Occident. 
Le Catalogus Liberianus est une des sources ayant été utilisées par le Liber Pontificalis pour établir la liste des premiers papes[réf. nécessaire]. Son analyse détaillée a permis aux historiens d'établir la première date sûre de la chronologie des évêques romains en 235 avec la fin du pontificat de Pontien, il doit néanmoins être examiné avec circonspection : là où, par exemple il affirme que c'est l'évêque Fabien (236-250) qui a divisé Rome en sept régions ecclésiastiques à chacune desquelles est préposé un diacre, il semble plutôt que cette division n'ait été opérée qu'au début du IVe siècle.

## Depositio martyrumetDepositio episcoporum
Deux autres listes sont associées, dans le sens où elles sont reproduites dans le même manuscrit (Chronographe de 354). Ce sont les Feriale ecclesiae romanae ou depositio martyrum et Depositiones episcoporum romanorum. La première est une table de la mort des martyrs qui forme le premier martyrologe romain, tandis que la seconde est une table de la mort des évêques depuis Lucius en 255 à la mort de Julius en 352.
Bien que les noms de tables peuvent être génériques, les listes de martyrs et des évêques sans autres précisions tendent à accréditer le Catalogus liberianus.